# Unione Sportiva Viterbese 1976-1977
Questa pagina raccoglie le informazioni riguardanti l'Unione Sportiva Viterbese nelle competizioni ufficiali della stagione 1976-1977.

## Rosa
| N. |                   | Ruolo | Calciatore           |
| -- | ----------------- | ----- | -------------------- |
|    | Italia (bandiera) | C     | Allessandro Agostini |
|    | Italia (bandiera) | D     | Enzo Bacarelli       |
|    | Italia (bandiera) | A     | Flavio Bernardis     |
|    | Italia (bandiera) | C     | Valerio Bertoldo     |
|    | Italia (bandiera) | C     | Gianfranco Boi       |
|    | Italia (bandiera) | D     | Stefano Calcagni     |
|    | Italia (bandiera) |       | Caporossi            |
|    | Italia (bandiera) | P     | Francesco Cenci      |
|    | Italia (bandiera) | D     | Franco Fabri         |
|    | Italia (bandiera) | A     | Enrico Ferrari       |
|    | Italia (bandiera) | D     | Liborio Liguori      |

| N. |                   | Ruolo | Calciatore              |
| -- | ----------------- | ----- | ----------------------- |
|    | Italia (bandiera) | D     | Renzo Lucchi            |
|    | Italia (bandiera) | D     | Gianluigi Maggioni (II) |
|    | Italia (bandiera) |       | Mapelli                 |
|    | Italia (bandiera) | C     | Viscardo Porcaro        |
|    | Italia (bandiera) | A     | Marino Rakar            |
|    | Italia (bandiera) | C     | Francesco Sala          |
|    | Italia (bandiera) | A     | Ezio Sella              |
|    | Italia (bandiera) | C     | Marco Spano             |
|    | Italia (bandiera) | D     | Renzo Tarantelli        |
|    | Italia (bandiera) | C     | Paolo Testorio          |
|    | Italia (bandiera) |       | Zei                     |